# Eria aliciae
Eria aliciae är en orkidéart som beskrevs av Eduardo Quisumbing y Argüelles. Eria aliciae ingår i släktet Eria och familjen orkidéer. Inga underarter finns listade i Catalogue of Life.